# 1888 год в литературе

## События
- К. С. Станиславский и А. Ф. Федотов организуют в Москве Общество искусства и литературы

## Произведения
- «Русское крестьянство, его экономическое положение, общественная жизнь и религия» — книга С. М. Степняка-Кравчинского.
- «The Career of a Nihilist» (Жизнь нигилиста) — роман С. М. Степняка-Кравчинского.
- «Медведь» — пьеса А. П. Чехова.
- «Приключения Михея Кларка» — исторический роман Артура Конан Дойля.
- «Пан Володыёвский» — роман польского писателя Генрика Сенкевича.
- «Предложение» — пьеса А. П. Чехова.
- «Пьер и Жан» — роман Ги де Мопассана.
- «Спать хочется» — рассказ А. П. Чехова.
- «Степь» — повесть А. П. Чехова.

## Родились
- 17 января — Бабу Гулабрай, индийский писатель на хинди (родился в 1963).
- 22 февраля — Михаил Дмитриевич Артамонов, русский и советский поэт (умер 1958)
- 25 февраля — Хосе Мануэль Поведа, кубинский поэт и переводчик, один из пионеров «кубинского негризма» (умер в 1926).
- 28 марта — Александру Кирицеску, румынский драматург и прозаик (умер в 1961).
- 14 апреля — Владимир Иванович Нарбут, русский поэт (умер в 1938).
- 30 апреля — Варвара Павловна Адрианова-Перетц, учёный литературовед, исследователь древнерусской сатиры, фольклора, поэзии, религиозных преданий XI—XVII веков (умерла в 1972).
- 14 мая –  Рефик Халид Карай, турецкий писатель (умер в 1965).
- 19 мая – Тан Да, вьетнамский писатель и поэт (умер в 1939).
- 24 мая — Робустиана Мухика Эганья, баскская писательница и общественный деятель (умерла в 1981).
- 30 августа — Рамон Асин, испанский писатель (умер в 1936).
- Севастий Герасимович Талаквадзе, грузинский писатель (умер в 1937).

## Умерли
- 4 января — Антонио Раньери, итальянский писатель (род. в 1806).
- 21 января — Николай Михайлович Богомолов, русский публицист, редактор журнала «Сотрудник народа» (род. в 1806).
- 22 января — Мигель Луис Амунатеги, чилийский писатель (род. в 1828).
- 4 февраля — Альберт Линднер, немецкий драматург (род. в 1831).
- 11 марта — Иосиф Бойслав Пихль, чешский писатель (род. в 1813).
- 15 марта — Блаз де Бюри, французский писатель, поэт, драматург, литературный критик (род. в 1813).
- 24 марта — Казимир Яроховский, польский публицист, прозаик (род. в 1829).
- 3 апреля — Болеслав Червенский, польский писатель, поэт, драматург, журналист (род. в 1851).
- 5 апреля — Всеволод Михайлович Гаршин, русский писатель (родился в 1855).
- 6 мая — Раффи (Акоп Мелик-Акопян), армянский писатель и поэт (родился в 1835).
- 13 мая — Яков Фёдорович Головацкий, украинский поэт, писатель, фольклорист (родился в 1814).
- 7 августа — Лакшмирам Пандья Навальрам, индийский гуджаратский поэт, драматург, публицист, переводчик, литературный критик, издатель (родился в 1836).
- 30 июля — Мария Хосефа Мухия, боливийская поэтесса, писательница, переводчик (род. в 1812).
- 10 декабря — Антон Бальцар, чешский писатель (род. в 1847).